# Miller Mosquera
Miller Mosquera  (Quibdó, Chocó, Colombia; 16 de julio de 1992) es un futbolista colombiano que juega como defensa en Mineros de Guayana de la Primera División de Venezuela.

## Trayectoria
Tras no tener mucha continuidad en el Once Caldas ni en el Deportivo Pereira, fue fichado por el Atlético Nacional para la temporada 2013, club con el cual quedó campeón del torneo apertura 2013, no obstante cuando se realizó su contratación, el tiempo de inscripciones al torneo había finalizado aun así jugó con el club pero en la Copa Colombia durante el primer semestre. Debutó en liga con el club antioqueño el 26 de julio en la primera fecha del torneo finalización 2013 jugando los 90 minutos del partido en la victoria 2-3 del Atlético Nacional frente al Atlético Huila en Neiva. Para el final del 2013 quedó tricampeón con el Atlético Nacional (las dos ligas del año más la copa Colombia) además de quedar eliminado de la Copa Sudamericana, aunque no disputó ningún partido. En 2014 quedó campeón nuevamente de la liga colombiana en el primer semestre teniendo más participación que en el 2013. En el 2014 obtuvo mucha más participación en el equipo titular de la liga colombiana debido a las múltiples competiciones en las que participó Atlético Nacional y a la cantidad de lesiones que hubo en el primer equipo, además del estilo rotacional del profesor Juan Carlos Osorio. 
En 2015 no presentó mucha participación en el equipo verde. Juan Carlos Osorio no lo incluyó en el primer equipo en el primer semestre muchas veces y el profesor Reinaldo Rueda; contratado a partir del segundo semestre, tenía muy clara la base del equipo y dejó por fuera de concentraciones a Miller y otros jugadores. Aun así, logró el título de fin de año con Atlético Nacional sin contar con muchos minutos de juego. Entró a jugar en los últimos segundos del partido contra Envigado de la fecha cuatro del Finalización 2015 y jugó el partido completo contra el Cúcuta Deportivo por la fecha 20 del mismo torneo en el cual Reinaldo Rueda optó por dar minutos de juego a los jugadores con menos regularidad. En diciembre de 2015 Miller Mosquera es declarado cedido a la Equidad Seguros de Bogotá por un año.

## Clubes
| Club                 | País     | Año         |
| -------------------- | -------- | ----------- |
| Once Caldas          | Colombia | 2011        |
| Deportivo Pereira    | Colombia | 2012        |
| Atlético Nacional    | Colombia | 2013 - 2015 |
| La Equidad           | Colombia | 2016        |
| Atlético Bucaramanga | Colombia | 2016 - 2017 |
| Patriotas Boyacá     | Colombia | 2018 - 2019 |
| Jaguares de Córdoba  | Colombia | 2020        |
| Llaneros             | Colombia | 2020        |

## Estadísticas
- Fuente 1

| Club                            | Temporada           | Liga  | Liga  | Copa Nacional * | Copa Nacional * | Copa Internacional ** | Copa Internacional ** | Total | Total |
| Club                            | Temporada           | Part. | Goles | Part.           | Goles           | Part.                 | Goles                 | Part. | Goles |
| ------------------------------- | ------------------- | ----- | ----- | --------------- | --------------- | --------------------- | --------------------- | ----- | ----- |
| Once Caldas · Colombia          | 2011                | 0     | 0     | 2               | 0               | -                     | -                     | 2     | 0     |
| Once Caldas · Colombia          | Total               | 0     | 0     | 2               | 0               | -                     | -                     | 2     | 0     |
| Deportivo Pereira · Colombia    | 2012                | 5     | 0     | 6               | 0               | -                     | -                     | 11    | 0     |
| Deportivo Pereira · Colombia    | Total               | 5     | 0     | 6               | 0               | -                     | -                     | 11    | 0     |
| Atlético Nacional · Colombia    | 2013                | 11    | 0     | 9               | 0               | 0                     | 0                     | 20    | 0     |
| Atlético Nacional · Colombia    | 2014                | 27    | 1     | 8               | 0               | 3                     | 0                     | 38    | 1     |
| Atlético Nacional · Colombia    | 2015                | 4     | 0     | 0               | 0               | 0                     | 0                     | 4     | 0     |
| Atlético Nacional · Colombia    | Total               | 42    | 1     | 17              | 0               | 3                     | 0                     | 62    | 1     |
| La Equidad · Colombia           | 2016                | 8     | 0     | 5               | 1               | 0                     | 0                     | 13    | 1     |
| La Equidad · Colombia           | Total               | 8     | 0     | 5               | 1               | 0                     | 0                     | 13    | 1     |
| Atlético Bucaramanga · Colombia | 2016                | 0     | 0     | 0               | 0               | 0                     | 0                     | 0     | 0     |
| Atlético Bucaramanga · Colombia | Total               | 0     | 0     | 0               | 0               | 0                     | 0                     | 0     | 0     |
| Total en su carrera             | Total en su carrera | 55    | 1     | 30              | 1               | 3                     | 0                     | 88    | 2     |

## Palmarés

### Torneos nacionales
| Título              | Club              | País     | Año  |
| ------------------- | ----------------- | -------- | ---- |
| Torneo Apertura     | Atlético Nacional | Colombia | 2013 |
| Copa Colombia       | Atlético Nacional | Colombia | 2013 |
| Torneo Finalización | Atlético Nacional | Colombia | 2013 |
| Torneo Apertura     | Atlético Nacional | Colombia | 2014 |
| Torneo Finalización | Atlético Nacional | Colombia | 2015 |